# Calvin Watson
Calvin Watson (Melbourne, 8 januari 1993) is een Australisch wielrenner die anno 2018 rijdt voor Aqua Blue Sport. Watson komt voort uit het AIS-programma, dat ook onder meer oud-wereldkampioen Cadel Evans heeft voortgebracht.

## Overwinningen
2011
 Oceanisch kampioen op de weg, Junioren
3e etappe Ronde van Canberra
Eindklassement Tour du Valromey
2013
Eindklassement Herald Sun Tour

## Resultaten in voornaamste wedstrijden
| Jaar | Ronde van Italië | Ronde van Frankrijk | Ronde van Spanje |
| ---- | ---------------- | ------------------- | ---------------- |
| 2014 |                  |                     |                  |
| 2015 | 151e             |                     |                  |
| 2016 |                  |                     |                  |
| 2017 |                  |                     |                  |
| 2018 |                  |                     |                  |

| Jaar | Amstel Gold Race | Luik-Bast.‑Luik | Ronde van Lombardije | Waalse Pijl | Parijs-Tours |
| ---- | ---------------- | --------------- | -------------------- | ----------- | ------------ |
| 2014 |                  | opgave          | opgave               | opgave      |              |
| 2015 | opgave           | opgave          |                      | opgave      |              |
| 2016 |                  |                 |                      |             |              |
| 2017 |                  |                 |                      |             | 115e         |
| 2018 | opgave           | opgave          |                      |             |              |

## Ploegen
- 2012 –  Team Jayco-AIS
- 2014 –  Trek Factory Racing
- 2015 –  Trek Factory Racing
- 2016 –  An Post-Chainreaction
- 2017 –  Aqua Blue Sport
- 2018 –  Aqua Blue Sport

Aitken · Dennis · Donnelly · Freiberg · Howson · Lane · McCarthy · O'Shea · Watson
Alafaci · Arredondo · Beppu · Busche · Cancellara · Devolder · Didier · Felline · Hondo · Irizar · Jungels · Kišerlovski · Nizzolo · Popovytsj · B. van Poppel · D. van Poppel · Rast · Roulston · A. Schleck · F. Schleck · Sergent · Silvestre · Stuyven · Vandewalle · Voigt · Watson · Zoidl · Zubeldia · Chevrier (stagiair) · Eastman (stagiair) · Kirsch (stagiair)
Alafaci · Arredondo · Beppu · Busche · Cancellara · Coledan · Devolder · Didier · Felline · Irizar · Jungels · McConnell · Mollema · Nizzolo · Popovytsj · B.van Poppel · D.van Poppel · Rast · Roulston · Schleck · Sergent · Silvestre · Steegmans · Stuyven · Vandewalle · Watson · Zoidl · Zubeldia · Basso (stagiair) · Bernard (stagiair) · Rekita (stagiair)
Bennett · Bovenhuis · Gate · Spark · McConvey · Montgomery · Scott · Shaw · Stannus · Stewart · Vereecken · Wastyn · Watson · Wilson · Fyffe (stagiair) · McKenna (stagiair)
Blythe · Brammeier · Christian · Denifl · Dunne · Fenn · Gate · Hansen · Howard · Irvine · Koning · Kreder · Nordhaug · Pearson · Warbasse · Watson
Archbold · Blythe · Brammeier · Christian · Denifl · Dunbar · Dunne · Fenn · Gate · Hansen · Koning · Kreder · Pearson · Pedersen · Warbasse · Watson